# Santo disonore
Santo disonore è un film del 1950 diretto da Guido Brignone.
È conosciuto anche con il titolo Onore e sacrificio.

## Trama
Roma, 1870. Pietro Forcella, un carrettiere di Roma, attende con ansia l'arrivo dell'esercito italiano mentre il padre è invece un fervente sostenitore del Papa. Dopo l'ennesima lite tra i due, mentre Pietro si reca ad una riunione segreta, il padre viene ucciso proprio con il coltello del figlio.
Pur di non tradire i compagni Pietro accetta il processo e vani sono i tentativi dell'amico Alfredo che coinvolge una dama pur di salvare l'amico. Anche la madre, per salvarlo almeno dall'accusa di parricidio, arriva a dichiarare che il padre era un altro uomo.
Il processo di conclude con una condanna a 30 anni ma riesce a fuggire, in seguito scopre che l'autore del delitto è l'amico Alfredo, entrato in casa di Pietro per rubare dei documenti segreti utili a denunciare i cospiratori.

## Distribuzione
Il film venne distribuito nelle sale cinematografiche italiane il 24 marzo del 1950.

## Incassi
Incasso accertato sino a tutto il 31 dicembre 1952: 198.450.000 lire dell'epoca.